# Fatalidade (conto)
"Fatalidade" é um conto de João Guimarães Rosa, publicado em seu livro Primeiras Estórias, de 1962. Narrado em primeira pessoa por uma testemunha, apresenta o pedido de um "homenzinho", chamado Zé Centeralfe, ao "poeta, professor, ex-sargento de cavalaria e delegado de polícia" Meu Amigo, para que este dê cabo de um valentão que quer roubar a esposa do primeiro. O conto apresenta um ambiente sertanejo inóspito, onde a justiça é feita pelas próprias mãos.
O conto já ganhou adaptações em curtas-metragens, peças teatrais e coreografias.